# Isole maltesi
Le isole Maltesi (anche chiamate Arcipelago Maltese, o, raramente, Isole Calipsee,  in inglese Maltese Islands, in maltese Gżejjer Maltin), sono un arcipelago situato nel Mar Mediterraneo, a sud della Sicilia. Il loro territorio, che corrisponde a quello della Repubblica di Malta, ha una superficie totale complessiva di 316 km², nell'ambito del quale vivono oltre 500 000 abitanti. L'arcipelago è interamente compreso nella regione geografica italiana.
L'arcipelago è composto dalle tre isole maggiori di Malta, Gozo (in maltese Għawdex; in inglese Gozo) e Comino, dalle isole minori di Cominotto (o Cominetto), Manoel, Filfola e le Isole di San Paolo, più tutta una serie di scogli.

## Geografia
Le isole maltesi sono un arcipelago di roccia calcarea situato nel Mar Mediterraneo a circa 35°50′N 14°35′E, approssimativamente 93 km a sud della Sicilia e 300 km a nord dell'Africa: le isole che lo compongono sono, in ordine di grandezza, Malta, Gozo, Comino, Manoel, Cominotto, Filfola, le isole di San Paolo e il Fungus Rock (solo le prime tre sono abitate), per un totale di 316 km² e 140 km di costa.
Le coste sono molto frastagliate, con numerosi golfi ed insenature che possono essere utilizzati come porto. Le isole sono costituite da basse colline con piane a terrazza; i punti più alti sono Ta' Żuta e Ta' Dmejrek (entrambi 253 m), sull'isola di Malta.
Il clima è subtropicale, con inverni miti e piovosi ed estati calde e secche.
Sull'isola di Gozo si trova il lago di Cala Dueira, collegato al mare nelle vicinanze di Tieca Zerca (più nota come Finestra Azzurra).
Gli unici bacini d'acqua dolce di rilievo sono i laghi del Vallone Kleja, del Vallone del Fiddien, costruiti con piccole dighe nei pressi di Rabato della Notabile alla fine del XIX secolo.

## Origini del nome
Le isole devono il loro nome mitologico alla ninfa Calipso, che, secondo ciò che racconta Omero nell'Odissea, era figlia di Atlante e viveva sull'isola di Ogigia; quest'ultima secondo alcuni studiosi corrisponderebbe all'isola di Gozo, dove pure si trova ed è possibile visitare la grotta di Calipso, sulla spiaggia rossa di Ramola (Ramla il-Ħamra).
| Isola/e                                      | Superficie | Popolazione (2021) |
| -------------------------------------------- | ---------- | ------------------ |
| Malta (Malta)                                | 246 km²    | 486536 ab.         |
| Gozo (Għawdex; Gozo)                         | 67 km²     | 39287 ab.          |
| Comino (Kemmuna)                             | 3,5 km²    | 2 ab.              |
| Manoel (Il-Gżira Manoel)                     | 0,30 km²   | -                  |
| Cominotto (Kemmunett)                        | 0,25 km²   | -                  |
| Isole di San Paolo (Il-Gżejjer ta' San Pawl) | 0,101 km²  | -                  |
| Filfola (Fifla)                              | 0,025 km²  | -                  |
| Filfoletta (Filflett)                        | ?          | -                  |
| Fungus Rock (Il-Ġebla tal-Ġeneral)           | 0,007 km²  | -                  |
| Malta                                        | 316 km²    | 525825 ab.         |